# Szörényi bán
A szörényi bán (latinul: Zewriniensis banus) a szörényi bánságnak, a középkori Magyar Királyság egyik tartományának kormányzói címe volt. Egy időben az erdélyi vajda viselte a címet. Az első szörényi bán feltételezhetően Boldog Buzád volt, aki 1226 és 1232 között irányította a bánságot. A szörényi bánokat a mindenkori magyar király nevezte ki. Az utolsó, aki betöltötte a tisztséget Szapolyai János (uralkodói nevén I. János magyar király) volt.

## Bánok listája

### Árpád-kor
| Portré | Név                          | Hivatal kezdete         | Hivatal vége | Magyar király (uralkodás) |
| ------ | ---------------------------- | ----------------------- | ------------ | ------------------------- |
|        | Hahót nembeli Buzád          | 1226                    | 1232         | II. András (1205–1235)    |
|        | Péc nembeli Lukács           | 1232                    | 1235         | II. András (1205–1235)    |
|        | Csák nembeli Pós             | 1235                    | 1235         | IV. Béla (1235–1270)      |
|        | Osl Osl                      | 1240                    | 1240         | IV. Béla (1235–1270)      |
|        | Csák nembeli István          | 1240                    | 1240         | IV. Béla (1235–1270)      |
|        | Kemény fia Lőrinc            | 1260                    | 1260         | IV. Béla (1235–1270)      |
|        | István                       | 1262                    | 1262         | IV. Béla (1235–1270)      |
|        | (Erdélyi) Lőrinc             | 1262                    | 1268         | IV. Béla (1235–1270)      |
|        | Karászi Sándor               | 1268                    | 1268         | IV. Béla (1235–1270)      |
|        | Csák Ugrin                   | 1268                    | 1268         | IV. Béla (1235–1270)      |
|        | Kemény fia Lőrinc            | 1270                    | 1270         | V. István (1270–1272)     |
|        | Miskolc nembeli Panyit       | 1270                    | 1270         | V. István (1270–1272)     |
|        | Kemény fia Lőrinc            | 1271                    | 1272         | V. István (1270–1272)     |
|        | Ákos nembeli Albert          | 1272                    | 1272         | V. István (1270–1272)     |
|        | Gutkeled Pál                 | 1272                    | 1274         | IV. László · (1272–1290)  |
|        | Csák Ugrin                   | 1274                    | 1275         | IV. László · (1272–1290)  |
|        | Gutkeled Pál                 | 1275                    | 1275         | IV. László · (1272–1290)  |
|        | Kökényesradnót nembeli Mikod | 1275                    | 1276         | IV. László · (1272–1290)  |
|        | Csák Ugrin                   | 1276                    | 1276         | IV. László · (1272–1290)  |
|        | Gutkeled Pál                 | 1277                    | 1278         | IV. László · (1272–1290)  |
|        | Lőrinc fia Lőrinc            | 1279                    | 1279         | IV. László · (1272–1290)  |
| 1291   | 1291                         | III. András (1290–1301) |              |                           |

### Vegyesházi királyok kora
| Portré                 | Név                               | Hivatal kezdete  | Hivatal vége     | Magyar király (uralkodás) |
| ---------------------- | --------------------------------- | ---------------- | ---------------- | ------------------------- |
|                        | Tárnok András                     | 1301             | 1307             | I. Károly (1308–1342)     |
|                        | Tárnok András és Tárnok Márton    | 1308             | 1313             | I. Károly (1308–1342)     |
|                        | Csornai Domokos                   | 1314             | 1318             | I. Károly (1308–1342)     |
|                        | Rátholti László                   | 1319             | 1323             | I. Károly (1308–1342)     |
|                        | Szécsi Dénes                      | 1323             | 1329             | I. Károly (1308–1342)     |
|                        | Pál                               | 1324             | 1324             | I. Károly (1308–1342)     |
|                        | Szécsi Dénes                      | 1330             | 1341             | I. Károly (1308–1342)     |
|                        | Losonci István                    | 1342             | 1349             | I. Lajos (1342–1382)      |
|                        | Szécsi Miklós                     | 1350             | 1355             | I. Lajos (1342–1382)      |
|                        | Lackfi Dénes                      | 1355             | 1359             | I. Lajos (1342–1382)      |
| Üres (1359–1375)       |                                   |                  |                  | I. Lajos (1342–1382)      |
|                        | Treutel János                     | 1376             | 1376             | I. Lajos (1342–1382)      |
| Üres (1376–1387)       |                                   |                  |                  | I. Lajos (1342–1382)      |
| Mária (1382–1385)      |                                   |                  |                  |                           |
| II. Károly (1385–1387) |                                   |                  |                  |                           |
|                        | Losonci László                    | 1387             | 1387             | Zsigmond (1387–1437)      |
|                        | Losonci István                    | 1387             | 1388             | Zsigmond (1387–1437)      |
|                        | Kaplai-Serkei János               | 1388             | 1390             | Zsigmond (1387–1437)      |
|                        | Perényi Miklós                    | 1390             | 1391             | Zsigmond (1387–1437)      |
|                        | Gerebenci Szemere                 | 1392             | 1392             | Zsigmond (1387–1437)      |
|                        | Detre Bebek                       | 1392             | 1393             | Zsigmond (1387–1437)      |
|                        | Szécsi Frank                      | 1393             | 1393             | Zsigmond (1387–1437)      |
| Üres (1393–1408)       |                                   |                  |                  | Zsigmond (1387–1437)      |
|                        | Ozorai Pipó                       | 1408             | 1409             | Zsigmond (1387–1437)      |
| Üres (1409–1428)       |                                   |                  |                  | Zsigmond (1387–1437)      |
|                        | Marcali Imre                      | 1428             | 1428             | Zsigmond (1387–1437)      |
|                        | Redwitz Miklós                    | 1429             | 1435             | Zsigmond (1387–1437)      |
|                        | Hagymás László                    | 1435             | 1435             | Zsigmond (1387–1437)      |
|                        | Tallóci Frank                     | 1436             | 1439             | Zsigmond (1387–1437)      |
|                        | Hunyadi János                     | 1439             | 1440             | Albert (1437–1439)        |
|                        | Hunyadi János                     | 1440             | 1446             | I. Ulászló (1440–1444)    |
|                        | Csornai Mihály                    | 1447             | 1454             | V. László (1444–1457)     |
| Üres (14054–1457)      |                                   |                  |                  | V. László (1444–1457)     |
|                        | Bethlen Gergely                   | 1458             | 1458             | I. Mátyás (1458–1490)     |
| Üres (14059–1460)      |                                   |                  |                  | I. Mátyás (1458–1490)     |
|                        | Dóczi László                      | 1460             | 1460             | I. Mátyás (1458–1490)     |
|                        | Újlaki Miklós                     | 1462             | 1463             | I. Mátyás (1458–1490)     |
| Üres (1463–1471)       |                                   |                  |                  | I. Mátyás (1458–1490)     |
|                        | Hédervári Imre                    | 1471             | 1478             | I. Mátyás (1458–1490)     |
|                        | Erdő János és Bethlen Domonkos    | 1478             | 1478             | I. Mátyás (1458–1490)     |
|                        | Pathócsy Bertalan                 | 1479             | 1483             | I. Mátyás (1458–1490)     |
|                        | Haraszti Ferenc és Szokoly András | 1483             | 1489             | I. Mátyás (1458–1490)     |
|                        | Ozorai Imre                       | 1490             | 1491             | I. Mátyás (1458–1490)     |
|                        | Haraszti Ferenc                   | 1491             | 1492             | II. Ulászló (1490–1516)   |
|                        | Balassa Ferenc                    | 1492             | 1494             | II. Ulászló (1490–1516)   |
|                        | Macskási Tárnok Péter             | 1495             | 1501             | II. Ulászló (1490–1516)   |
|                        | Gerlisthey Jakab                  | 1501             | 1502             | II. Ulászló (1490–1516)   |
|                        | Barnabás Béla                     | 1503             | 1503             | II. Ulászló (1490–1516)   |
|                        | Bélai Barnabás                    | 1504             | 1508             | II. Ulászló (1490–1516)   |
|                        | Paksi Mihály                      | 1508             | 1514             | II. Ulászló (1490–1516)   |
|                        | Szapolyai János                   | 1514             | 1514             | II. Ulászló (1490–1516)   |
|                        | Hagymási Miklós                   | 1515             | 1516             | II. Ulászló (1490–1516)   |
| Üres (1517–1519)       | Üres (1517–1519)                  | Üres (1517–1519) | Üres (1517–1519) | II. Lajos (1516–1526)     |
|                        | Bélai Barnabás                    | 1519             | 1519             | II. Lajos (1516–1526)     |
|                        | Gerlisthey Miklós                 | 1520             | 1521             | II. Lajos (1516–1526)     |
|                        | Kiskállói Vitéz János             | 1522             | 1526             | II. Lajos (1516–1526)     |
|                        | Szapolyai János                   | 1524             | 1526             | II. Lajos (1516–1526)     |

### Hanyatlásának kora
| Portré                                               | Név                                                  | Hivatal kezdete                                      | Hivatal vége                                         | Magyar király (uralkodás) |
| ---------------------------------------------------- | ---------------------------------------------------- | ---------------------------------------------------- | ---------------------------------------------------- | ------------------------- |
| Lugosi és Karánsebesi bánok uralma alatt (1526–1540) | Lugosi és Karánsebesi bánok uralma alatt (1526–1540) | Lugosi és Karánsebesi bánok uralma alatt (1526–1540) | Lugosi és Karánsebesi bánok uralma alatt (1526–1540) | I. János (1526–1540)      |
| Oszmán megszállás alatt (1541–1860)                  |                                                      |                                                      |                                                      |                           |